# Orrmyrberget (naturreservat, Lycksele kommun)
Orrmyrberget är ett naturreservat i Lycksele kommun i Västerbottens län.
Området är naturskyddat sedan 2016 och är 34 hektar stort. Reservatet omfattar toppen och nordöstsluttningen av Orrmyrberget. Reservatet består av gammal barrskog.